# Adelina Pattiová
Adelina Juana Maria Pattiová, nepřechýleně Adelina Patti (19. února 1843 Madrid, Španělsko – 27. září 1919 zámek Craig-y-Nos, Brecon, Wales) byla italská operní pěvkyně. Vynikla díky svému koloraturnímu sopránu. Byla význačnou představitelkou belcantových operních rolí.

## Život a operní kariéra
Jejími rodiči byli italští operní pěvci Salvatore Patti a Caterina Chiesa Barilli, kteří v době jejího narození působili ve Španělsku. Pěvkyní se stala i její starší sestra Carlotta Patti. Od roku 1844 žila rodina ve Spojených státech.

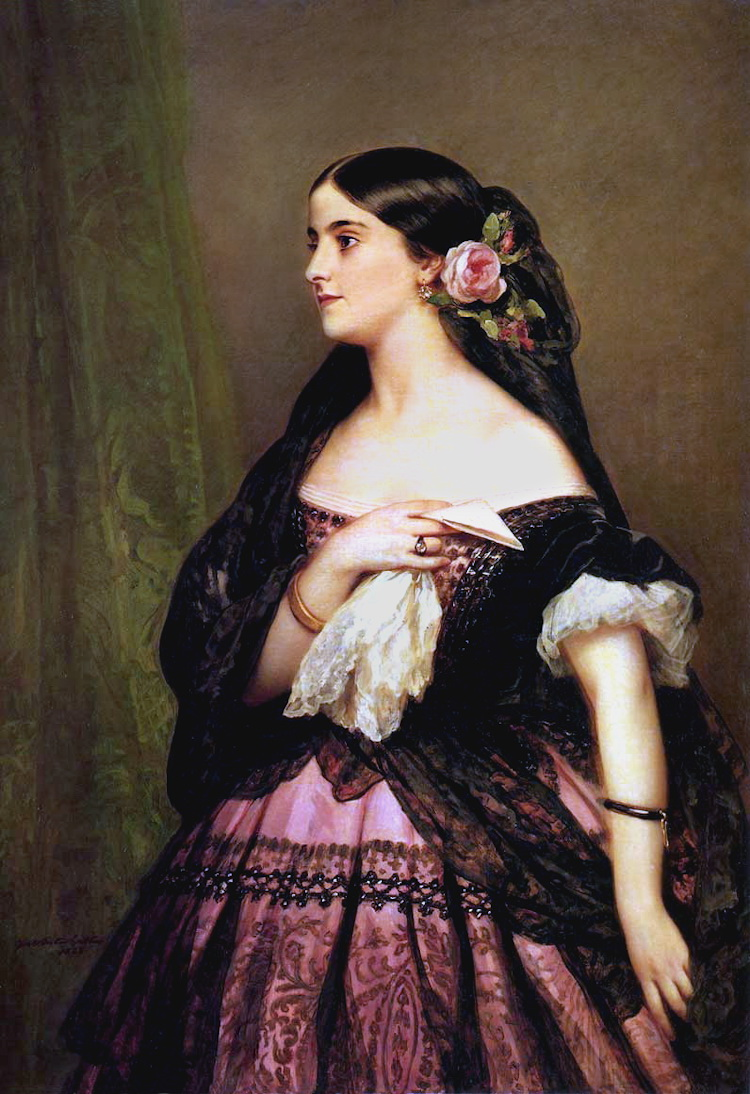
Adelina Pattiová v roce 1863. Obraz Franze Xavera Winterhaltera.

Poprvé vystoupila v roce 1859 v newyorské Academy of Music v náročné titulní roli opery Lucie z Lammermooru od Gaetana Donizettiho. Vystupovala v Bílém domě před prezidentem Abrahamem Lincolnem. O jejím úspěšném turné po Evropě v letech 1869 až 1870, při němž navštívila i Rusko, se zmiňuje Lev Nikolajevič Tolstoj v románu Anna Kareninová. V pozdějším období své činnosti vydala více než třicet gramofonových nahrávek. Byla jí udělena zlatá medaile Royal Philharmonic Society a cena Litteris et Artibus. K jejím obdivovatelům patřil Giuseppe Verdi. Je po ní pojmenován kráter Patti na Venuši.
Pattiová byla nejlépe placenou pěvkyní své doby. Při svém turné po Spojených státech v roce 1903 obdržela za každý ze svých 60 koncertů 5 000 dolarů ve zlatě. Byla známa svými nevypočitatelnými rozmary; po USA cestovala zvláštním vlakem a vozila s sebou padesát kufrů. Její velkou zálibou byl kulečník. Ovládala italštinu, španělštinu a angličtinu.
Naposledy vystupovala v roce 1914, pak se uchýlila na své letní sídlo Craig-y-Nos ve Walesu, kde se po ní zachovalo zámecké divadlo. Zemřela 27. září 1919 na svém zámku v městysi Brecon ve Walesu. Podle svého přání je pochována na pařížském hřbitově Père-Lachaise.
Byla třikrát vdaná, jejím druhým manželem byl francouzský tenor Ernesto Nicolini.